# Чорноморська сільська територіальна громада
Чорноморська сільська територіальна громада — територіальна громада в Україні, в Миколаївському районі Миколаївської області. Адміністративний центр — село Чорноморка.
Площа громади — 385,88 км², населення — 3625 мешканців (2018).
Утворена 26 травня 2016 року шляхом об'єднання Рівненської та Чорноморської сільських рад Очаківського району.

## Населені пункти
До складу громади входять 13 сіл:
- Баланове
- Березань
- Благодатне
- Володимирівка
- Їжицьке
- Кам'янка
- Лиманне
- Нове
- Осетрівка
- Рівне
- Сонячне
- Чорноморка
- Шевченко